# Jewhen Jewsiejew
Jewhen Wasylowycz Jewsiejew, ukr. Євген Васильович Євсєєв (ur. 16 kwietnia 1987 w Kijowie, Ukraińska SRR, zm. 19 sierpnia 2011 w Kałuszu, w obwodzie iwanofrankowskim, Ukraina) – ukraiński piłkarz, grający na pozycji obrońcy.

## Kariera piłkarska

### Kariera klubowa
Wychowanek Szkoły Piłkarskiej Dynamo Kijów. Występował w juniorskich mistrzostwach Ukrainy (DJuFL) w klubach Dynamo Kijów, Zmina-Obołoń Kijów oraz Widradny Kijów. Karierę piłkarską rozpoczął 6 października 2004 w CSKA Kijów, który wtedy prowadził jego ojciec Wasyl Jewsiejew. Latem 2006 przeszedł do Arsenału Kijów, a 1 kwietnia 2007 debiutował w Wyższej lidze w meczu z Dniprem Dniepropetrowsk strzelając jednego gola. W lutym 2011 został wypożyczony do Wołyni Łuck, w którym nie rozegrał żadnego meczu. Latem 2011 ponownie został wypożyczony, tym razem do drugoligowego Prykarpattia Iwano-Frankowsk, jednak i w nim nie udało się zadebiutować, tak jak 19 sierpnia 2011 zginął w wypadku samochodowym około Kałusza.

### Kariera reprezentacyjna
W 2008 został powołany do młodzieżowej reprezentacji Ukrainy na Memoriał Walerego Łobanowskiego. Rozegrał 1 mecz.